# 金山剛
金山 剛（かなやま ごう、1945年-　）は、日本の税理士・税法学者。学位は、経営学博士（北海道大学）。元札幌学院大学教授。島根県出身

## 略歴
- 1992年 - 産業能率短期大学能率科卒業
- 1995年 - 北海学園大学経済学部経営学科卒業
- 1998年 - 札幌学院大学大学院法学研究科商法・税法専攻修士課程修了
- 2000年 - 北海道大学大学院経済学研究科経営学専攻修士課程修了
- 2001年 - 税理士登録
- 2002年 - 北海道大学大学院経済学研究科経営学専攻博士課程修了
- 2002年 - 旭川大学経済学部経済法学科教授・同大学院経済学研究科教授
- 2006年 - 札幌学院大学法学部教授・同大学院法学研究科教授
- 2008年 - 札幌学院大学就職部長
- 2012年 - 札幌学院大学大学院法学研究科長
- 2014年 - 札幌学院大学を定年退職。税理士法人金山会計事務所代表。

## 恩師
札幌学院大学では近藤弘二、北海道大学では早川豊に師事する

## 主な論文、著書
- 『金融資産の流動化とSPC : その会計問題と法的側面』（經濟學研究 51巻1号, 2001年）
- 『保守主義と時価会計 : 透明性の拡大』（共著, 同文舘出版, 2002年）
- 『税法上の適格リース取引と法人税法施行令136条の3』（旭川大学紀要 56号, 2003年）
- 『近年の商法・税法・証券取引法の改正と我が国の会計制度の考察 : トライアングル体制と確定決算主義の関係を中心として』（札幌学院法学 22巻1号, 2005年）
- 『わが国における(納税者)「番号制度」の考察--税と社会保障の一体化を見据えて』（札幌学院法学 27巻2号, 2011年）
- 『給与所得控除と同族会社の役員等の給与規制についての考察』（札幌学院法学 28巻2号, 2012年）